# Lexy Chaplin
Lexy Monika Shanté Chaplin (ur. 8 lipca 1999) – polska youtuberka, influencerka oraz freak fighterka.

## Życiorys
Urodziła się 8 lipca 1999 roku w Niemczech. Jest córką Polki oraz Amerykanina, którzy następnie się ze sobą rozwiedli. Przyjechała z matką i rodzeństwem do Polski, gdzie zamieszkali w Kościerzynie z jej babcią. Uczęszczała tam do szkoły średniej, w międzyczasie rozwijając swój kanał w serwisie YouTube. Uczęszczała na studia lingwistyczne, które porzuciła ze względu na udział w projekcie Team X. Ma troje młodszego rodzeństwa: siostrę Christinę oraz dwóch braci: Ericka oraz Anthony’ego.

## Kariera
W 2017 roku Lexy Chaplin zaczęła publikować vlogi na swoim kanale w serwisie YouTube. W 2019 roku została członkinią internetowej grupy influencerów „Team X” założonej przez youtubera Stuarta Burtona, a w maju 2020 roku ogłosiła odejście z projektu. Od tamtego czasu nagrywa swoje własne filmy, które publikuje na swoim kanale w serwisie YouTube.
W 2021 roku wystąpiła gościnnie w singlu Cleo, zatytułowanym „Polskie Mexico”. Utwór ten znalazł się na 52. miejscu listy AirPlay – Top, najczęściej odtwarzanych utworów w polskich rozgłośniach radiowych. 27 lipca 2023 roku wydała swój pierwszy solowy singel zatytułowany „Dobrze wiem”. Singel ten 6 grudnia 2023 roku uzyskał certyfikat platynowej płyty od ZPAV. 30 listopada 2023 roku wydała swój drugi singel „Poczekam”.
We wrześniu 2022 roku we współpracy z firmą Ingrid wypuściła swoją linię kosmetyków do sieci drogerii Rossmann.

### Kariera freak fight
9 lipca 2021 roku federacja High League organizująca tzw. freak fighty, ogłosiła na swoich mediach społecznościowych walkę Lexy Chaplin z internetową influencerką Natalią Kaczmarczyk, znaną pod pseudonimem „Natsu”. Walka odbyła się 28 sierpnia tego samego roku podczas gali High League 1. Po trzech pełnych rundach Lexy uległa rywala jednogłośnie na kartach punktowych.
13 grudnia 2021 roku federacja High League ogłosiła za pośrednictwem swoich profili w mediach społecznościowych, walkę Lexy Chaplin z inną internetową influencerką Agatą Fąk. Walka odbyła się 5 lutego 2022 roku podczas gali High League 2. Lexy Chaplin zwyciężyła ją poprzez techniczny nokaut w pierwszej rundzie.
17 lipca 2022 roku federacja High League ogłosiła w mediach społecznościowych, że na najbliższym wydarzeniu High League odbędzie się rewanż walki Lexy Chaplin z Natalią Kaczmarczyk. Walka ta odbyła się 17 września 2022 roku podczas wydarzenia High League 4 w Arenie Gliwice. Tym razem lepsza po trzech rundach okazała się być triumfująca Lexy Chaplin, która dodatkowo zdobyła pas mistrzowski organizacji w kategorii muszej.
18 marca 2023 roku podczas wydarzenia High League 6 w katowickim Spodku pokonała przez techniczny nokaut w rundzie drugiej Paulinę Hornik.
W czerwcu 2023 roku Lexy Chaplin wraz z Sławomirem Peszko zostali ambasadorami nowopowstałej federacji Clout MMA.
9 marca 2024 roku w głównej walce wieczoru gali Clout MMA 4, która miała miejsce w łódzkiej Atlas Arenie, zawalczyła na zasadach K-1 z bardziej doświadczoną we freak fightach Martą Linkiewicz. Przegrała po trzyrundowej walce jednogłośnie na punkty. Oczekiwano także, że dodatkowo tego samego wieczoru Lexy Chaplin miała stoczyć pojedynek z Marianną Schreiber. Ostatecznie Chaplin nie zdecydowała się na walkę ze Schreiber po przegranej walce z Linkiewicz.
Na początku listopada 2024 roku ogłoszono, że Chaplin podpisała kontrakt z Fame MMA. Debiut dla nowego pracodawcy stoczyła 7 grudnia 2024 podczas Fame 23. Jej przeciwniczką została pochodząca z Ukrainy, Elizabeth Anorue. Starcie zakontraktowano na zasadach K-1. Chaplin zwyciężyła jednogłośnie na kartach punktowych.

## Życie prywatne
W 2021 była związana z influencerem Marcinem Dubielem. Deklaruje się jako wierząca i praktykująca katoliczka.

## Kontrowersje
5 marca 2025 została zatrzymana przez Centralne Biuro Śledcze Policji (CBŚP) w związku z prowadzonym śledztwem dotyczącym działalności przestępczej m.in. przestępstw karno-skarbowych związanych organizowaniem nielegalnych loterii internetowych, wystawianiem fałszywych faktur VAT oraz praniem brudnych pieniędzy.

## Dyskografia

### Single
| Rok                                                      | Tytuł                        | Najwyższe pozycje na listach | Najwyższe pozycje na listach | Najwyższe pozycje na listach | Najwyższe pozycje na listach | Najwyższe pozycje na listach | Certyfikat             | Sprzedaż       | Album |
| Rok                                                      | Tytuł                        | AirPlay                      | AirPlay Nowości              | iTunes                       | iTunes                       | Spotify Viral                | Certyfikat             | Sprzedaż       | Album |
| Rok                                                      | Tytuł                        | POL                          | POL                          | NOR                          | POL                          | POL                          | Certyfikat             | Sprzedaż       | Album |
| -------------------------------------------------------- | ---------------------------- | ---------------------------- | ---------------------------- | ---------------------------- | ---------------------------- | ---------------------------- | ---------------------- | -------------- | ----- |
| 2019                                                     | „Best Life” (oraz Stuu)      | –                            | –                            | 175                          | 116                          | 5                            |                        |                | –     |
| 2021                                                     | „Polskie Mexico” (oraz Cleo) | 52                           | 4                            | –                            | –                            | –                            |                        |                | –     |
| 2023                                                     | „Dobrze wiem”                | –                            | –                            | –                            | –                            | –                            | - POL: platynowa płyta | - POL: 50 000+ | –     |
| 2023                                                     | „Poczekam”                   | –                            | –                            | 11                           | –                            | –                            |                        |                | –     |
| 2024                                                     | „why'd you let me go”        | –                            | –                            | –                            | 29                           | –                            |                        |                | –     |
| „–” oznacza, że singel nie był notowany na danej liście. |                              |                              |                              |                              |                              |                              |                        |                |       |